# Абдурахманов, Исмагил Абдуллович
Исмагил Абдуллович Абдурахманов (род. 28 ноября 1958) — советский самбист, советский и российский тренер по самбо, мастер спорта СССР, Заслуженный работник физической культуры Российской Федерации. Неоднократный победитель и призёр международных соревнований по самбо среди ветеранов. Среди воспитанников Абдурахманова — чемпион Европы и мира, Заслуженный мастер спорта России Владимир Гладких; призёр Кубка России и всероссийской универсиады Вячеслав Матвеев; призёр чемпионатов и Кубка России, призёр Кубка мира Иван Панюхин.

## Награды
- Медаль «За заслуги перед Челябинской областью» III степени (21 декабря 2023) — за деятельность по организации, развитию и популяризации физической культуры и спорта, развитию детско-юношеского спорта